# Acherontiscus caledoniae
Acherontiscus caledoniae és una espècie extinta de tetràpode prehistòric que va viure durant el període Carbonífer.